# Gratien Le Père
Gratien Le Père, né à Versailles le 2 juin 1769 et mort à Poitiers le 1er août 1826, est un ingénieur des Ponts et Chaussées français.

## Biographie
Ancien condisciple de Bonaparte à Brienne, ingénieur des Ponts et Chaussées, il part avec son frère Jacques-Marie Le Père dans l'expédition d'Égypte.
Il est l'un des principaux collaborateurs de son frère dans les opérations de nivellement de l'isthme de Suez.